# ITF Women's Circuit Kunming 2011
LITF Women's Circuit Kunming 2011 è stato un torneo di tennis facente parte della categoria ITF Women's Circuit nell'ambito dell'ITF Women's Circuit 2011. Il torneo si è giocato a Kunming in Cina dal 21 al 28 marzo 2011 su campi in cemento e aveva un montepremi di $25,000.

## Vincitori

### Singolare
Iryna Brémond ha battuto in finale  Zarina Dijas con il punteggio di 1–6, 6–2, 6–3

### Doppio
Shūko Aoyama /  Rika Fujiwara hanno battuto in finale  Iryna Burjačok /  Veronika Kapšaj con il punteggio di 6–3, 6–2